# Restelica
Restelica (albánsky Restelicë) je sídlo na jihu Kosova (administrativně spadající pod obec Dragaš). Nachází se u hranic s Albánií a Severní Makedonií, na úpatí hor Ovčinac a Grmitaš, v pohoří Šar planina. Obyvatelstvo obce je především goranské národnosti. Jedná se rovněž o nejjižnější sídlo na území Kosova. Obec se rozkládá v nadmořské výšce okolo 1400 m n. m.
Do roku 1912 byla Restelica součástí Osmanské říše, poté byla po první balkánské válce připojena k Srbsku. V rámci něj se stala samostatnou obcí spadající pod okres Prizren. V roce 1929 byla obec v souvislosti se správní reformou zrušena. Po roce 1945 se Restelica stala nejjižnější obcí autonomní oblastí Kosova a zároveň i Srbska.
Podle sčítání lidu v roce 2011 v Restelici žilo 4698 lidí. 2739 (58,30 %) se identifikovalo jako Goranci a 1564 (33,29 %) jako Bosňáci. 172 (3,66 %) se přihlásilo k albánské národnosti, 55 (1,17 %) jako Turci a 102 (2,17 %) se poté přihlásilo k ostatním etnickým skupinám nebo národnostem. 99, 85 % obyvatelstva se hlásí k islámu. Místní obyvatelstvo hovoří torlackým dialektem; Restelica představuje pro tento dialekt jeho jihozápadní okraj.